# Carlyle (piłkarz)
Carlyle, właśc. Carlyle Guimarães Cardoso (ur. 15 czerwca 1926 w Almenarze, zm. 23 listopada 1982 w Belo Horizonte) – piłkarz brazylijski, występujący na pozycji napastnika.

## Kariera klubowa
Karierę piłkarską rozpoczął w klubie Clube Atlético Mineiro w 1946 roku. Z Atlético Mineiro trzykrotnie zdobył mistrzostwo stanu Minas Gerais – Campeonato Mineiro w 1946, 1947 i 1950 roku. Następnym jego klubem był Fluminense FC, w którym grał w latach 1951–1953. Z Fluminense zdobył mistrzostwo stanu Rio de Janeiro – Campeonato Carioca w 1951 roku oraz został królem strzelców tych rozgrywek w tym samym roku. W 1953 roku przeszedł na krótko do SE Palmeiras, z którego powrócił do Rio de Janeiro, gdzie występował w latach 1953–1954 w Botafogo.

## Kariera reprezentacyjna
W reprezentacji Brazylii Carlyle zadebiutował 11 kwietnia 1948 w meczu z reprezentacją Urugwaju podczas Copa Rio Branco 1948. Carlyle po przerwie wszedł za Friaçe i zdobył bramkę dla Brazylii. Był to jego jedyny występ w reprezentacji.

## Kariera trenerska
W 1968 roku Carlyle miał epizod trenerski. 11 sierpnia 1968 wspólnie z Biju i Jotą Júnior prowadził reprezentację Brazylii w wygranym 3-2 meczu z Argentyną.